# Estación Ranelagh
Ranelagh es una estación ferroviaria ubicada en la localidad homónima, en el partido de Berazategui, Provincia de Buenos Aires, Argentina.

## Servicios
Forma parte de la Línea General Roca, siendo un centro de transferencia intermedio del servicio eléctrico metropolitano que se presta entre las estaciones Plaza Constitución y Bosques, Vía Circuito.
Los servicios son operados por Trenes Argentinos Operadora Ferroviaria.
El 12 de octubre de 2018,tras 3 años de suspensión por obras de electrificación, se reactivó el tramo circuito Berazategui-Bosques, que pasó a ser servido por coches eléctricos CSR y Toshiba.

## Historia
El 30 de abril de 1911 se puso en marcha el ramal que se prolongaba desde la estación Berazategui hasta la estación Bosques. Como parte de dicha concesión se otorgaron al ferrocarril tierras paralelas a las vías, como así también grandes fracciones donde se diseñó el trazado de la población junto a la Estación Ranelagh.

## Diagrama
| Plataforma Este  |                                                                                  |
| Vía 1            | Trenes a Bosques provenientes de Constitución vía Quilmes (próxima Sourigues)    |
| Vía 2            | Trenes a Constitución provenientes de Bosques vía Quilmes (próxima Villa España) |
| Plataforma Oeste |                                                                                  |